# Angel Hobayan
Angel Tec-i Hobayan (ur. 11 grudnia 1929 w Taft, zm. 11 marca 2023 w San Juan) – filipiński duchowny rzymskokatolicki, w latach 1975-2005 biskup Catarman.

## Życiorys
Święcenia kapłańskie przyjął 25 marca 1955. 12 grudnia 1974 został prekonizowany biskupem Catarman. Sakrę biskupią otrzymał 5 marca 1975. 10 marca 2005 przeszedł na emeryturę.